# Busverkehr Märkisch-Oderland
Die Busverkehr Märkisch-Oderland GmbH (kurz BMO) war ein regionales Busunternehmen mit Sitz in Strausberg.
Bis zum Ende des Jahres 2016 führte sie den öffentlichen Personennahverkehr in einem Großteil des Landkreises Märkisch-Oderland in Ostbrandenburg durch. Seit dem 1. Januar 2017 erbringt die „mobus“ (Märkisch-Oderland Bus GmbH) die ÖPNV-Leistungen in weiten Teilen des Landkreises Märkisch-Oderland.

## Geschichte
Die ehemalige Strausberger Verkehrsgesellschaft als Vorläufer der BMO wurde 1990 gegründet. Nach dem Zusammenschluss mit der ehemaligen Seelower Verkehrsgesellschaft am 18. Oktober 2005 entstand dann die BMO Busverkehr Märkisch-Oderland GmbH. Mehrheitlicher Eigentümer mit 51 % war DB Regio, die übrigen 49 % hielt der Landkreis. Die BMO gehörte innerhalb des DB-Konzerns zum Geschäftsfeld Personenverkehr, Sparte Bus.
Nach einer europaweiten Ausschreibung der BMO-Verkehrsleistungen für weitere zehn Jahre ab 2017 ging der Zuschlag an die Regionalbus Zwickau GmbH. Die beiden Angebote der BMO schieden schon aus formalen Gründen aus. Die Geschäftsführung versuchte in einem offenen Brief, den Kreistag von der der mangelhaften Kalkulation des Wettbewerbers zu überzeugen, was die Lage der BMO noch aussichtsloser machte. Das fest angestellte Personal und die Fahrzeuge wurden durch den neuen Betreiber übernommen. Für Kritik von Mitarbeitern und Öffentlichkeit sorgte, dass nicht auch die mit hohen Fördermitteln errichteten Betriebshöfe mit Werkstätten und Sozialräumen übernommen wurden, wodurch sich vor allem die Arbeitsbedingungen des Personals verschlechterten.
Zum 1. Januar 2017 hat die Busverkehr Märkisch-Oderland GmbH ihre Verkehrsleistungen eingestellt.

## Ehemalige Linien
Bis zum Ende des Jahres 2016 war die Busverkehr Märkisch-Oderland verantwortlich für die Bedienung folgender Linien:
| Linie | Verlauf                                                                       |
| ----- | ----------------------------------------------------------------------------- |
| 923   | Strausberg – Tiefensee – Eberswalde                                           |
| 926   | Strausberg – Bollersdorf – Buckow                                             |
| 927   | Strausberg – Reichenow – Schulzendorf – Wriezen                               |
| 928   | Strausberg – Buckow – Waldsieversdorf – Müncheberg                            |
| 929   | Strausberg – Ernsthof – Reichenberg – Buckow                                  |
| 931   | Strausberg – Eggersdorf – Bruchmühle – Altlandsberg – Wegendorf – Strausberg  |
| 932   | Strausberg – Eggersdorf – Petershagen                                         |
| 933   | Strausberg – Petershagen/Eggersdorf – Fredersdorf – Bruchmühle – Altlandsberg |
| 934   | Rehfelde – Garzin – Zinndorf                                                  |
| 936   | Strausberg – Rehfelde – Müncheberg – Obersdorf – Neuhardenberg                |
| 937   | Strausberg – Prötzel – Reichenberg – Neuhardenberg                            |
| 939   | Müncheberg Stadt – Müncheberg Bahnhof                                         |
| 940   | Hoppegarten – Neuenhagen                                                      |
| 941   | Hönow – Dahlwitz-Hoppegarten                                                  |
| 942   | Hoppegarten – Dahlwitz-Hoppegarten – Hoppegarten                              |
| 943   | Hoppegarten – Neuenhagen – Hönow                                              |
| 944   | Hoppegarten – Neuenhagen – Altlandsberg                                       |
| 945   | Hoppegarten – Dahlwitz-Hoppegarten – Waldesruh – Münchehofe – Hoppegarten     |
| 946   | Stadtverkehr Strausberg                                                       |
| 947   | Stadtverkehr Strausberg                                                       |
| 948   | Fredersdorf – Bruchmühle – Petershagen                                        |
| 949   | Fredersdorf – Petershagen                                                     |
| 950   | Strausberg – Hennickendorf – Herzfelde – Rüdersdorf – Woltersdorf – Erkner    |
| 951   | Rüdersdorf – Vogelsdorf – Petershagen – Fredersdorf                           |
| 955   | Seelow – Hedwigshof – Jahnsfelde – Müncheberg – Strausberg                    |
| 956   | Seelow – Altlangsow – Golzow – Küstrin-Kietz – Zechin – Letschin              |
| 957   | Seelow – Neuhardenberg – Letschin – Neutrebbin – Kiehnwerder – Quappendorf    |
| 958   | Seelow – Gusow – Neuhardenberg – Wriezen – Bad Freienwalde                    |
| 959   | Seelow – Marxdorf – Trebnitz – Neuhardenberg – Neutrebbin                     |
| 966   | Seelow – Gusow – Neuhardenberg – Pritzhagen – Strausberg                      |
| 967   | Seelow – Lietzen – Petershagen – Treplin – Alt Zeschdorf                      |
| 968   | Seelow – Alt Zeschdorf – Lebus – Wulkow – Frankfurt                           |
| 969   | Seelow – Küstrin-Kietz – Manschnow – Reitwein – Frankfurt                     |
| 970   | Müncheberg – Georgenthal – Petershagen – Treplin – Frankfurt                  |